# Churi
Churi é uma vila no distrito de Ranchi, no estado indiano de Jharkhand.

## Demografia
Segundo o censo de 2001, Churi tinha uma população de 25 075 habitantes. Os indivíduos do sexo masculino constituem 55% da população e os do sexo feminino 45%. Churi tem uma taxa de literacia de 66%, superior à média nacional de 59,5%: a literacia no sexo masculino é de 76% e no sexo feminino é de 54%. Em Churi, 15% da população está abaixo dos 6 anos de idade.